# Partia Socjalistyczna (Francja)
Partia Socjalistyczna (fr. Parti Socialiste, PS) – francuska partia polityczna założona w 1969 przez François Mitterranda w miejsce rozwiązanej Francuskiej Sekcji Międzynarodówki Robotniczej, tj. francuskiej partii socjalistycznej, założonej w 1905 w wyniku zjednoczenia partii robotniczej i socjalistycznej.
PS, wiodąca partia lewicy po 1974, była do 1981 partią opozycyjną, do chwili zwycięskich wyborów prezydenckich (François Mitterrand) i parlamentarnych. W latach 1981–1984 sprawowała władzę w koalicji z partią komunistyczną, podobnie jak po 1997. Socjalistycznymi premierami byli Pierre Mauroy, Laurent Fabius, Michel Rocard, Édith Cresson i Pierre Bérégovoy. Pierwszy socjalistyczny rząd, Pierre’a Mauroy, znacjonalizował banki, ubezpieczenia i przemysł obronny. Zwiększono płace i zredukowano czas pracy. Drugi rząd, Laurenta Fabiusa, zrezygnował z socjalistycznych eksperymentów i od tej pory socjaliści prowadzili, będąc u władzy, umiarkowaną politykę ekonomiczną, typową dla zachodnich partii socjaldemokratycznych.
W 1995 roku socjalistyczny kandydat Lionel Jospin przegrał wybory prezydenckie z Jakiem Chirakiem, jednak w 1997 roku socjaliści odzyskali przewagę w Zgromadzeniu Narodowym i Jospin został premierem, podejmując politykę radykalnych reform, m.in. wprowadzając 35-godzinny tydzień pracy. W 2002 Jospin ponownie przegrał z Chirakiem wybory prezydenckie i wycofał się z polityki, ale w 2004 socjaliści zwyciężyli w wyborach regionalnych, zdobywając razem z Francuską Partią Komunistyczną i Zielonymi większość w 21 z 22 regionów. Liderem partii jest od 2008 jej sekretarz generalna, Martine Aubry. Ugrupowanie uzyskało bezwzględną większość w wyborach parlamentarnych w 2012, ugrupowanie uzyskało 280 mandatów poselskich, kandydat partii François Hollande z kolei wygrał wybory prezydenckie w tym samym roku.
Partia od 2024 roku jest członkiem francuskiej koalicji Nowego Frontu Ludowego.
Członków Partii Socjalistycznej podzielił stosunek do tzw. Konstytucji dla Europy.
W latach 1972–1986 organem prasowym Partii Socjalistycznej był tygodnik „L'Unité”.

## Historia

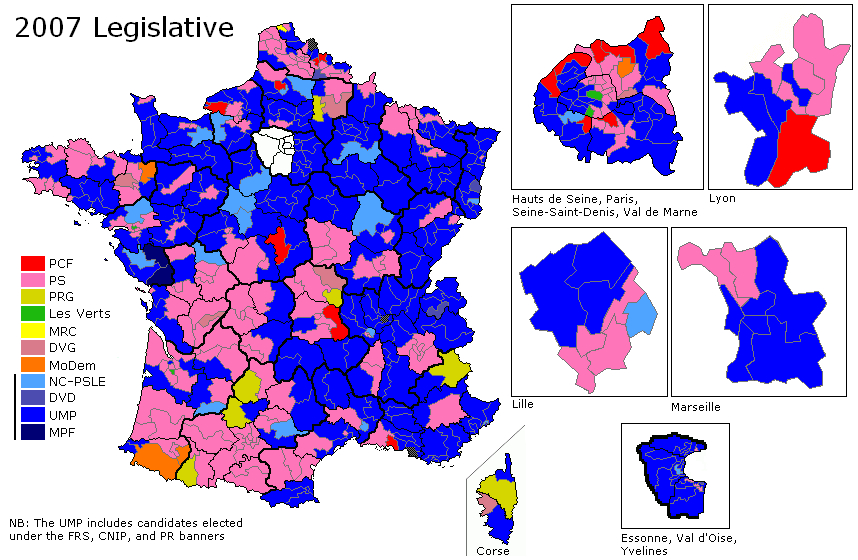
Partia Socjalistyczna w wyborach 2007 – kolorem różowym oznaczono okręgi, w których mandat uzyskał kandydat PS

### Koncepcje utworzenia nowej partii
Partia Socjalistyczna (PS) jest kontynuatorką Francuskiej Sekcji Międzynarodówki Robotniczej (SFIO). PS powstała w wyniku reorganizacji głównej partii francuskich socjaldemokratów. Współczesna PS od SFIO różni się modelem organizacji, działalności, ideologią oraz programem. Powstała na zjeździe założycielskim w Alfortville w dniu 4 maja 1969 roku. Na zjeździe z Alfortiville doszło do oficjalnego połączenia SFIO (Partia Socjalistyczna – Francuska Sekcja Międzynarodówki Robotniczej) z kilkoma klubami o orientacji socjalistycznej. Na zjeździe w Issy-les-Moulineaux doszło do połączenia Partii Socjalistycznej z kilkoma organizacjami lewicowymi. Z kolei w czerwcu 1971 roku do Partii Socjalistycznej przyłączył się wpływowy Konwent Instytucji Republikańskich na czele którego przez długi czas stał François Mitterand. Po zjednoczeniu PS i KIR nowym pierwszym sekretarzem partii został Mitterand. W październiku 1974 roku zorganizowano Krajowe Posiedzenie Socjalistów, w posiedzeniu uczestniczyli reprezentanci Francuskiej Demokratycznej Konfederacji Pracy, Zjednoczonej Partii Socjalistycznej, Federacji Oświaty Narodowej i Powszechnej Konfederacji Pracy, w wyniku działań podjętych na kongresie do Partii Socjalistycznej wstąpił szereg przedstawicieli tychże organizacji w tym liderzy Zjednoczonej Partii Socjalistycznej (Michael Rocard oraz Robert Chapuis).
Nowa partia przyjęła program antykapitalistyczny. Partia postulowała unifikację „rodziny socjalistycznej”, a więc zjednoczenie różnych grup socjalistów. Oprócz współpracy z innymi grupami centrolewicy, partia nawiązała stosunki z Francuską Partią Komunistyczną. Wraz z jednoczeniem się lewicy francuskiej pod sztandarem PS doszło do wyraźnego wzrostu liczby członków partii, jak i poparcia wyborczego dla kandydatów PS. Pod koniec roku 1971 partia liczyła 80 tysięcy działaczy, pięć lat później do partii należało już 160 tysięcy osób (do drugiej z sił lewicy, FPK, należało wtedy 500 tysięcy osób). W wyborach do Zgromadzenia Narodowego z marca 1973 roku, PS uzyskała 19,18% (razem z koalicyjnym Ruchem Lewicowych Radykałów zdobyła 20,6%), sondaże przedwyborcze wskazywały nawet na możliwość uzyskania przez socjalistów 30% głosów.
W wyborach municypalnych z 1971 roku zwiększyła stan posiadania do 81 merostw (w miastach powyżej 30 tysięcy obywateli). Pod względem struktur doszło do znacznego odmłodzenia kadr (w porównaniu do SFIO), zwiększył się procent działaczy wywodzących się z klasy pracowników najemnych, inteligencji technicznej, pracowników nauki i oświaty oraz kadr kierowniczych. Zmienił się też elektorat socjalistów, znacznie zwiększyło się poparcie dla kandydatów socjalistycznych wśród młodzieży i mieszkańców największych miast. Partia przedstawiała się jako „front ludowy” grupujący wszystkie grupy klasowe walczące z monopolami. Zmianie uległ model organizacyjny partii. Sekcje partii organizowano były na zasadzie terytorialnej oraz w miejscach pracy i na uczelniach. PS odrzuciła zasadę „niezależności” związków zawodowych i partii lewicowych przyjętą w latach 60. przez reformistów (w myśl koncepcji SFIO związki miały być „apolityczne”, początkiem tego kierunku był już 1906 rok kiedy wydano tzw. Kartę z Amiens). Według statutu partii członek partii był też członkiem któregoś ze związków zawodowych. Według kierownictwa PS współpraca PS i związków zawodowych jest koniecznością historyczną i jednym z elementów przemian socjalistycznych.

### Budowa bloku lewicy

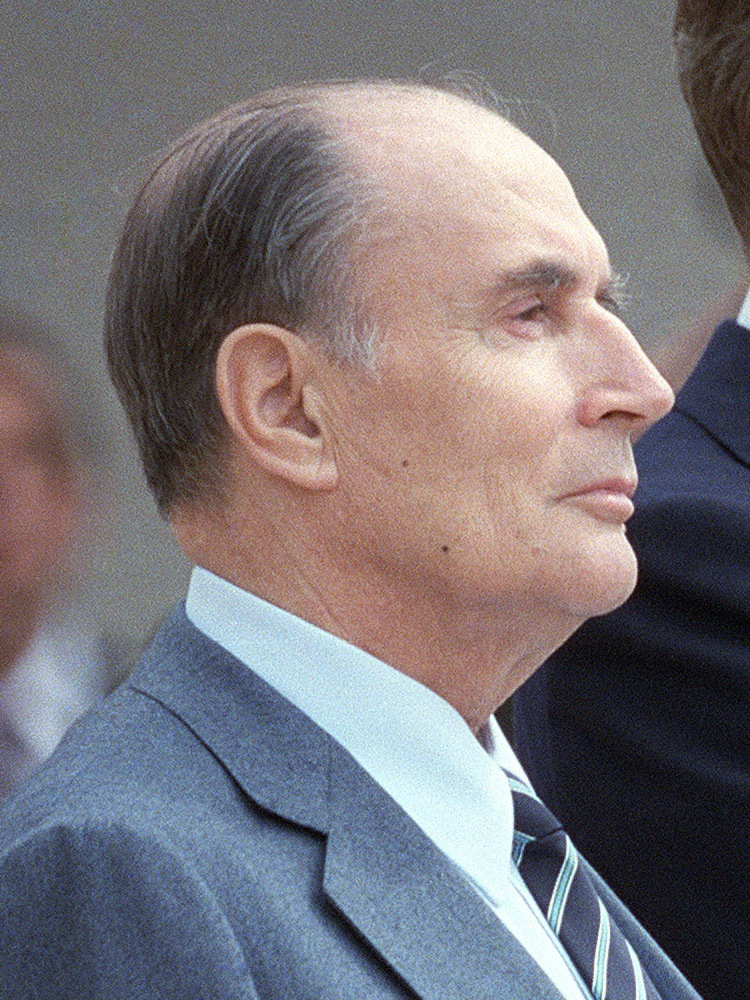
François Mitterrand w czasie spotkania z prezydentem USA Ronaldem Reaganem w 1984 roku

Po 1971 roku PS na najbliższą dekadę przyjęła nowy kurs, bardziej radykalny, antykapitalistyczny i lewicowy od centrowego kursu SFIO. Na kongresie z Issy-les-Moulineaux w lipcu 1969 roku uchwalono uchwałę zjazdu o jedności lewicy, w uchwale odcięto się od wcześniejszego kursu „trzeciej siły” prowadzonego przez SFIO (współpraca z partiami prawicy i centrum w celu izolacji komunistów). Powodem zmian w linii partii była porażka prawicowego kandydata socjalistów Gastona Deffere w wyborach prezydenckich w czerwcu 1969 roku w których uzyskał zaledwie 5% poparcia. W uchwale socjaliści zapowiedzieli nawiązanie współpracy z Francuską Partią Komunistyczną. Nowym sekretarzem partii wybrano Alaina Savary’ego, Savary uważał, że nawiązanie sojuszu między PS-FPK jest możliwe po ówczesnej likwidacji różnic ideologicznych między ugrupowaniami.
W czerwcu 1971 roku uchwalono program działania wspólnego rządu lewicy. Na mocy porozumienia z socjalistami Francuska Partia Komunistyczna zaakceptowała normy funkcjonowania demokracji liberalnej. Uchwała z czerwca 1971 roku przewidywała utworzenie trwałego lewicowego sojuszu operującego na płaszczyźnie antymonopolistycznej. Głównymi zwolennikami tej koncepcji były skrzydła PS związane z dawnym Konwentem Instytucji Republikańskich oraz Ośrodkiem Studiów Badań i Wychowania Socjalistycznego. 11 marca 1972 roku PS przyjęła program Zmienić życia, uchwała ta stanowiła platformę programową socjalistów w rozmowach z ugrupowaniami na lewo od PS (inne ugrupowania zrobiły to samo, FPK w czerwcu 1971 roku wydało dokument Zmienić kurs. Program demokratycznego rządu jedności ludowej). 27 czerwca 1972 roku FPK i PS podpisały Wspólny program rządowy Francuskiej Partii Komunistycznej i Partii Socjalistycznej. Porozumienie to podpisało wkrótce także ugrupowania o nazwie Ruch Lewicowych Radykałów (lewicowi liberałowie). Jedność lewicy potwierdziły zjazdy PS z 1973, 1975, 1976 i 1977 roku.
Program zakładał nacjonalizację zasobów bogactw naturalnych Francji, gałęzi przemysłu (których zamienia w sektorze publicznym pokrywają całość ich produkcji) lotniczego, morskiego, nuklearnego, elektronicznego, aeronautycznego. Program zakładał poszerzenie sektora publicznego poprzez tworzenie nowych przedsiębiorstw państwowych i „organizmów koordynacyjnych” w przemyśle budowniczym i farmaceutycznym. Nacjonalizacja wzbudziła pewne spory pomiędzy socjalistami i lewicowymi liberałami a komunistami – komuniści zaproponowali bowiem nacjonalizację koncernów tj. Puegot-Citroen, CFP-CFR-Total, Denain, Marine Wendel, Empain-Schneider. Propozycje komunistów zostały jednak odrzucone przez kierownictwo PS. We wspólnym programie partie lewicy zobowiązały się zwiększyć liczbę miejsc pracy o 500 tysięcy w pierwszym roku po przejęciu władzy.

### Działalność w latach 70.
W latach 70. na gruncie kryzysu międzynarodowego, PS podobnie jak inne partie socjaldemokratyczne poszukiwała nowych koncepcji doktrynalnych. Od 1975 roku PS realizowała swoją doktrynę w oparciu o koncepcję samo zarządzania pracujących. Po 1974 roku w partii wyłonił się kolejny nurt ideologiczny, związane to było z przystąpieniem do PS działaczy wywodzących się z PSU oraz części związkowców (głównie CFDT). W czerwcu 1977 roku zjazd PS uchwalił dokument według którego PS jest dominującą organizacją w łonie lewicy francuskiej a komuniści powinni przyjąć model demokratycznego socjalizmu zgodnego z doktryną PS. Socjaliści żądali aby komuniści odrzucili leninowską koncepcję centralizmu demokratycznego oraz koncepcję dyktatury proletariatu. W wyborach prezydenckich z maja 1974 roku PS wystawił członka partii – François Mitteranda. W drugiej turze uzyskał on 49,19% głosów przegrywając z Valérym Giscardem d’Estaingem. W styczniu 1980 roku dotychczasowy program został uzupełniony dokumentem Projekt socjalistyczny dla Francji dla lat osiemdziesiątych.

### Jako partia rządząca (lata 80.)
W wyborach prezydenckich na wiosnę 1981 roku zwycięstwo odniósł kandydat socjalistów, François Mitterand. W pierwszej turze Mitterand uzyskał 28,85% głosów, a w drugiej już 51,7%. Głównym kontrkandydatem Mitteranda był urzędujący prezydent Giscard d’Estaing który zdobył w drugiej turze 47,17% głosów. Mitterand zarządził wybory do Zgromadzenia Narodowego w którym dotychczas większość posiadały ugrupowanie o profilu prawicowym. W wyborach które odbyły się 14 czerwca w pierwszej turze socjaliści uzyskali 37,51% głosów natomiast w drugiej zdobyli 270 mandatów (na 491) tym samym zdobyli oni większość bezwzględną. Socjaliści utworzyli rząd na czele którego stanął Pierre Mauroy. Do rządu weszli też ministrowie reprezentujący partie komunistyczną która zdobyła 16,17% głosów.
Rząd socjalistów zwiększył środki na pomoc w zakresie opieki społecznej, rozszerzył kompetencję władz regionalnych i zwiększył uprawnienia pracowników. 1 lutego 1982 roku wszedł w życie dekret zmniejszający tygodniowy wymiar pracy z 40 do 39 godzin, ustawa wprowadzała w życie piąty płatny tydzień urlopu wypoczynkowego. Socjaliści przeprowadzili nacjonalizację która objęła pięć grup przemysłowych (choć program PS, FPK i Lewicowej Partii Radykalnej przewidywał najconalizację 9 grup) działających w przemyśle militarnym oraz chemicznym. Znacjonalizowane zostały – Compagnie Generale d’Electricite, Thomson-Brandt, Rhone-Poulenc, Pechiney-Ugine-Kuhlman, Saint Gebain-Pont-a-Mousson. Rząd lewicy przejął większość udziałów w koncernach Matra i Dassault. Socjaliści znacjonalizowali też dwie kompanie finansowo-bankowe kontrolujące pakiety innych spółek akcyjnych i 39 banków. Dzięki przeprowadzeniu nacjonalizacji w latach 80. w rękach państwa znajdowało się 23% francuskiego przemysłu, 75% kredytów, 95% depozytów bankowych a zatrudnienie w sektorze państwowym wzrosło o 900 tysięcy pracowników. Nacjonalizację poprzedziła długotrwała batalia parlamentarna. Ustawa weszła w życie 13 lutego 1982 roku, opozycja próbowała doprowadzić do odrzucenia ustawy poprzez zgłaszanie rekordowych liczb poprawek (było ich aż 1500) czy też poprzez blokowanie jej w Senacie i zaskarżanie do Rady Konstytucyjnej. Ustawa ostatecznie weszła w życie po wniesieniu poprawek zasugerowanych przez Radę Konstytucyjną.
W 1984 roku nowym premierem został socjalista Laurent Fabius. Fabius zrezygnował z socjalistycznych eksperymentów i od tej pory socjaliści prowadzili, będąc u władzy, umiarkowaną politykę ekonomiczną, typową dla zachodnich partii socjaldemokratycznych.

## PS obecnie

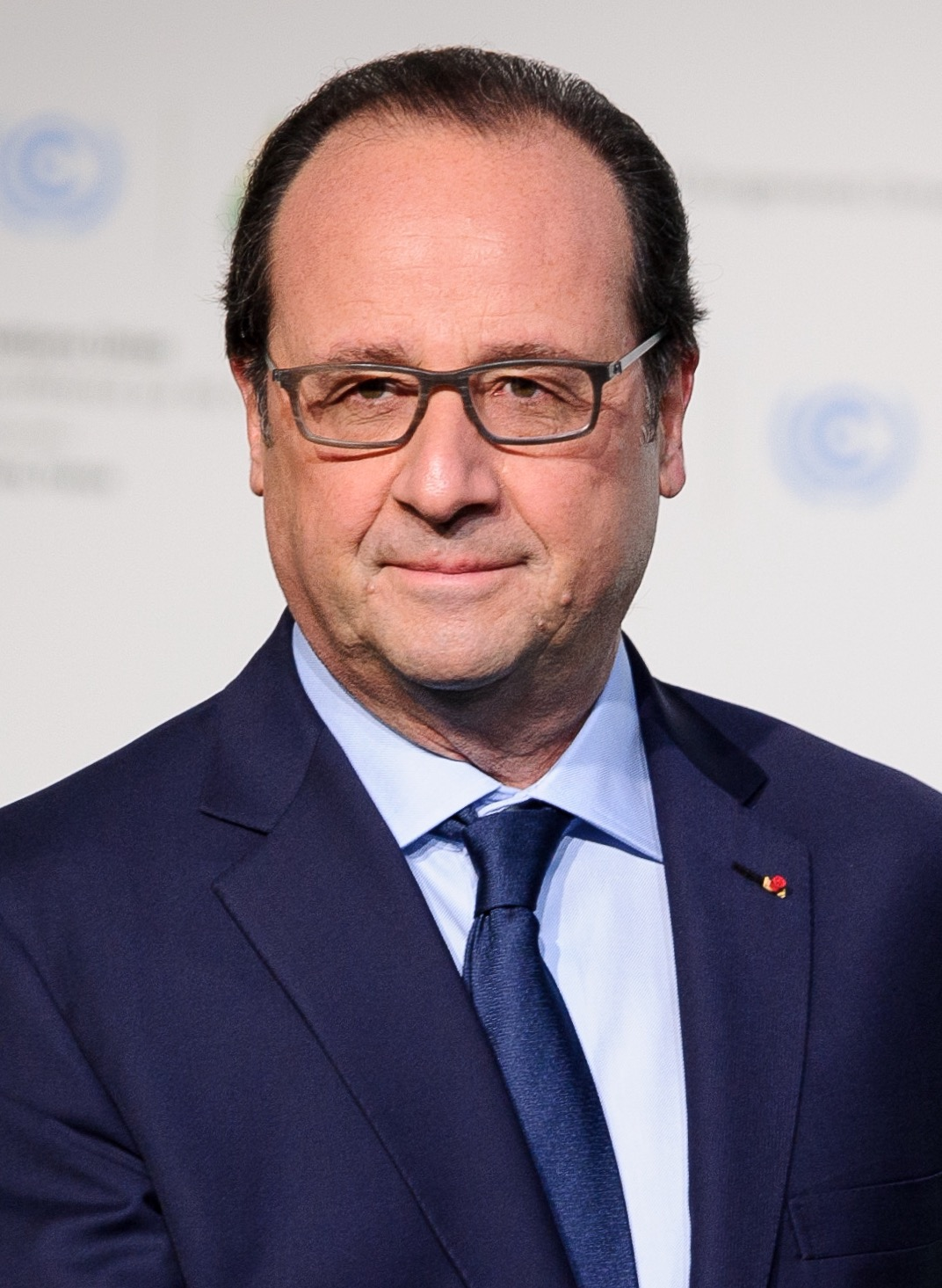
François Hollande

W 1995 roku kandydat PS Lionel Jospin przegrał wybory prezydenckie z konserwatystą Jacques’em Chiraciem. W 1997 roku socjaliści odzyskali przewagę w Zgromadzeniu Narodowym a Lionel Jospin ponownie objął stanowisko premiera. Socjaliści utworzyli rząd koalicyjny z komunistami. Jospin przeforsował kilka radykalnych reform tj. wprowadzenie 35-godzinnego tygodnia pracy. Premierami następnych centrolewicowych gabinetów byli kolejno Michel Rocard i Édith Cresson. Socjaliści utracili władzę w 2002 roku gdy Jospin przegrał wybory z Chiracem. W 2008 roku nowym liderem partii został Martine Aubry.
W 1997 I sekretarzem Partii Socjalistycznej został François Hollande. 28 września 2007 roku na dyrektora zarządzającego Międzynarodowym Funduszem Walutowym mianowany został związany z PS Dominique Strauss-Kahn, który objął tę funkcję przy osobistych staraniach francuskiego prezydenta i lidera centroprawicowej UMP, Nicolasa Sarkozy’ego. Strauss-Kahn zrezygnował z urzędu po skandalu seksualnym z jego udziałem który wybuchł w 2011 roku.
W 2008 roku z partii odszedł Jean-Luc Mélenchon, utworzył on eurosceptyczne ugrupowanie pod nazwą Partia Lewicy.
W 2011 roku Hollande poprzez prawybory uzyskał nominację na kandydata partii w wyborach prezydenckich przewidzianych na wiosnę 2012 roku.
W 2011 poprzez prawybory uzyskał nominację na kandydata Partii Socjalistycznej w wyborach prezydenckich przewidzianych na 22 kwietnia 2012. W pierwszej turze uzyskał najwyższe poparcie spośród 10 kandydatów. Otrzymał około 10,27 miliona głosów (28,63%), wyprzedzając ubiegającego się o reelekcję prezydenta Nicolasa Sarkozy’ego. W drugiej turze uzyskał 51,63% głosów (18 004 656), czym wygrał wybory prezydenckie. Jest drugim prezydentem (pierwszy był François Mitterrand) reprezentującym Partię Socjalistyczną.
Socjaliści powrócili do władzy po wyborach parlamentarnych w 2012, także wybory prezydenckie w tym samym roku wygrał kandydat socjalistów François Hollande. W drugiej turze uzyskał on 51,63% głosów (18 004 656) Nowym premierem został Jean-Marc Ayrault.
Skład gabinetu socjalistów ogłoszono 21 czerwca 2012 roku. Zwiększono liczbę ministrów do 19 (z 18) a ministrów do 18 (z 16). Ministerstwa otrzymali Laurent Fabius, Vincent Peillon, Christiane Taubira, Pierre Moscovici, Marisol Touraine, Cécile Duflot, Manuel Valls, Arnaud Montebourg, Michel Sapin, Jean-Yves Le Drian, Aurélie Filippetti, Geneviève Fioraso, Najat Vallaud-Belkacem, Stéphane Le Foll, Marylise Lebranchu, Victorin Lurel i Valérie Fourneyron, a także ministrowie delegowani Jérôme Cahuzac, George Pau-Langevin, François Lamy, Alain Vidalies, Bernard Cazeneuve, Michèle Delaunay, Benoît Hamon, Dominique Bertinotti, Marie-Arlette Carlotti, Pascal Canfin, Yamina Benguigui, Frédéric Cuvillier, Fleur Pellerin i Kader Arif.
W styczniu 2013 roku na wniosek prezydenta Mali Dioncoundy Traorégo rząd socjalistów zdecydował o wsparciu Malijczyków w konflikcie z rebelią islamistów, którzy siłą przejęli władzę nad północnymi obszarami kraju.
PS (jak i SFIO) dzieli się na dwie główne frakcje – „prawicową”, określaną często jako socjalliberalna oraz „lewicową”. Na czele partyjnej prawicy stoi Manuel Valls i Gérard Collomb, a na czele lewicy Benoît Hamon i Emmanuel Maurel.
Przed przedterminowymi wyborami parlamentarnymi we Francji w 2024 roku, PS weszła w skład koalicji Nowego Frontu Ludowego.

## Polityka zagraniczna
Głównymi celami polityki zagranicznej francuskich socjalistów są trzy sprawy – bezpieczeństwo Francji i organizacja pokoju światowego, integracja europejska i współpraca z krajami Trzeciego Świata.
W okresie zimnej wojny PS opowiadała się za „uniezależnieniem zachodniej Europy od imperializmu amerykańskiego” tym samym uważała „zagrożenie ze strony komunizmu” za niedotyczące Francji. Postulowała utworzenie bloku państw Europy zachodniej które miały stworzyć alternatywę wobec „dominującej pozycji dwu supermocarstw: USA i ZSRR”. Za zagrożenie dla Europy zachodniej uznawała Układ Warszawski będący blokiem państw demokracji ludowej konkurującym z krajami NATO. PS popierała idee Konferencji Bezpieczeństwa i Współpracy w Europie, socjaliści zapowiadali przystąpienie Francji do układy o zakazie doświadczeń z bronią atomową. Socjaliści zapowiedzieli przerwanie budowy „siły uderzeniowej” Francji realizowane przez prawicę i odrzucali możliwość powrotu Francji do struktury wojskowej NATO. Dla porównania SFIO popierała członkostwo Francji w NATO, integrację europejską, uznawała kierowniczą rolę USA w bloku zachodnim. Na przełomie lat 70. i 80. sprawą priorytetową PS stała się integracja europejska (postulat ten wewnątrz SFIO pojawiał się już w latach 50.). PS poparła ideę Parlamentu Europejskiego. W kontaktach z Trzecim Światem domagała się korzystnej dla tych państw reorganizacji wymiany handlowej w skali międzynarodowej. PS postulowała utworzenie międzynarodowego funduszu solidarności i przeznaczanie przez Francji pomocy dla krajów trzeciego świata wynoszącej 0,7% wartości rocznego produktu globalnego. W latach 70. zajmowała w Międzynarodówce Socjalistycznej miejsce lidera lewego skrzydła tejże organizacji, przejawiało się to poprzez m.in. organizacje spotkań francuskich socjalistów partiami socjalistycznymi z obszaru południowej Europy, do największego takiego spotkania doszło w styczniu 1976 roku w Paryżu. Wraz z nasileniem się w PS zjawisk kryzysowych, kontakty partii z lewicą MS uległ marginalizacji na rzecz kontaktu z partiami socjaldemokratycznymi prezentującymi wewnątrz MS stanowisko prawicowe, szczególnie z niemiecką Socjaldemokratyczną Partią Niemiec.

## Ideologia
Deklaracja zasad z 1969 roku postulowała likwidację kapitalizmu i zastąpienie tego systemu socjalizmem, utworzenie „frontu klasowego” między ugrupowaniami francuskiej lewicy. Do frontu dołączyć miały wszystkie wyzyskiwane klasy i warstwy społeczne. W gospodarce domagano się budowy modelu demokracji ekonomicznej.
Po 1974 roku doktryną partii stało się autogestion, czyli samo zarządzanie. Jego koncepcje przedstawione zostały w październiku 1974 roku na Posiedzeniu Socjalistów (platformy ideologicznej PS, PSU i CFDT). Autogestion miała się przyczynić do likwidacji podziału na komunistów i socjalistów oraz różnić wewnątrz samych socjalistów (podział na reformistów i rewolucjonistów). Autogestion miała być alternatywnym wyjściem wobec myśli reformistycznej i rewolucyjnej. Przyczyną pojawienia się koncepcji autogestion było przekonanie o „nowych formach walk klasowych” które narodzić się miały w czasie protestów z wiosny 1968 roku. Na Konwencji Krajowej PS z 22 czerwca 1975 roku przyjęto dokument Piętnaście tez w sprawie samo zarządzania.
W czerwcu 2008 roku PS przyjęła Deklarację Zasad, w której główną ideologię partii określono jako demokratyczny socjalizm. Według deklaracji socjaliści odwołują się do idei i tradycji humanizmu, oświecenia, sekularyzmu, republikanizmu, reformizmu, feminizmu, zrównoważonego rozwoju, decentralizacji i wartości okresu Rewolucji Francuskiej.

## Struktury
Struktury partii i jej organów kierowniczych określa statut partii przyjęty na zjeździe w Suresnes z 24 marca 1974 roku. Statut był uzupełniany na zjeździe z Pau z 2 lutego 1975 roku i z Nantes z 19 czerwca 1977 roku. Podstawową komórkę PS stanowi sekcja działająca lokalnie, na uczelni lub w przedsiębiorstwie. Sekcje z określonego departamentu tworzą federację. Największą instancją partii jest Zjazd Krajowy organizowany raz na dwa lata. Delegaci na Zjazd Krajowy wybierani są w czasie zjazdów federacji, jeden delegat reprezentuje od 50 do 100 członków partii w departamencie. W czasie pomiędzy organizacją Zjazdów Krajowych, dwa razy w roku obraduje Konwencja Krajowa. W Konwencji udział biorą parlamentarzyści socjalistyczni, członkowie kierownictwa partii oraz delegaci poszczególnych federacji i sekretarze. Celem Konwencji jest utrzymanie łączności pomiędzy kierownictwem centralnym a strukturami terenowymi PS. Pomiędzy zjazdami władzę w partii sprawuje 131-osobowy Komitet Kierowniczy i 26 zastępców członków KK. Komitet obraduje raz na dwa miesiące. Z Komitetu wyłonione zostaje 27-osobowe Biuro Wykonawcze. Spośród członków Komitetu Kierowniczego wybiera się Sekretariat partii i pierwszego sekretarza. Do Sekretariatu wchodzi kilkanaście osób, Sekretariat jest wykonawcą uchwał Konwencji Krajowej, Zjazdu Krajowego i Komitetu Kierowniczego.
W ramach PS działają różne frakcje w chwili gdy co najmniej 5% członków partii popiera określoną frakcję, zyskuje ona prawo do reprezentacji w Komitecie i Biurze Wykonawczym. Wedle statutu partii, w składzie centralnym i terenowym instancji partyjnych należeć musi do nich przynajmniej 15% kobiet. Centralnymi organami prasowymi PS jest tygodnik „L’Unite”, miesięcznik „Combat socialiste”, miesięcznik teoretyczny „Nouvelle Revue socialiste” i wewnętrzny biuletyn dla członków partii – „Le Poing et la Rose” w którym publikowane są dokumenty partii. Partia wydaje też kilka pism o zasięgu lokalnym.
Partia jest członkiem Partii Europejskich Socjalistów, Międzynarodówki Socjalistycznej, Sojuszu Postępowego, a w PE należy do grupy Postępowy Sojusz Socjalistów i Demokratów w Parlamencie Europejskim.

## Pierwsi sekretarze PS
- Alain Savary (1969–1971)
- François Mitterrand (1971–1981)
- Lionel Jospin (1981–1988)
- Pierre Mauroy (1988–1992)
- Laurent Fabius (1992–1993)
- Michel Rocard (1993–1994)
- Henri Emmanuelli (1994–1995)
- Lionel Jospin (1995–1997)
- François Hollande (1997–2008)
- Martine Aubry (2008–2012)
- Harlem Désir (2012–2014)
- Jean-Christophe Cambadélis (2014–2017)
- Rachid Temal (p.o., 2017–2018)
- Olivier Faure (od 2018)